# 比什蒂內克
比什蒂內克（波兰语：Bisztynek），旧称比紹夫施泰因（德语：Bischofstein）是波蘭的城鎮，位於該國東北部，旧属东普鲁士。距離巴爾托希采21公里，由瓦爾米亞-馬祖里省負責管轄，面積2.16平方公里，該鎮東南部受針葉林覆蓋，2006年人口2,493。
54°05′09″N 20°54′23″E / 54.08583°N 20.90639°E